# Bravo Airways
Bravo Airways – ukraińska linia czarterowa założona w 2012 roku. Główna baza operacyjna znajduje się w Kijowie.